# 로켓호

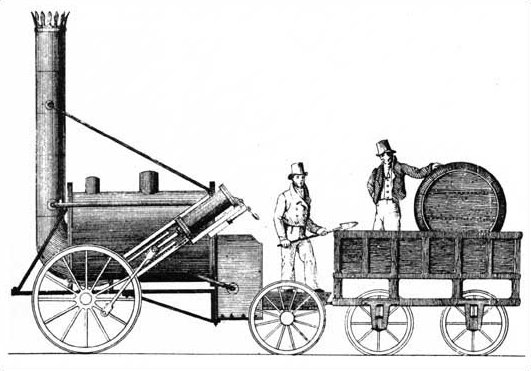

로켓호(Stephenson's Rocket)는 초기의 0-2-2 차륜 배치를 지닌 증기 기관차이다. 개선된 증기 기관차가 고정식 증기 기관에 비해 더 효율적이라는 것을 증명하기 위해 1829년 10월 개최된 리버풀 앤드 맨체스터 레일웨이(L&MR)의 레인힐 트레일스용으로 제조되었다.
로켓호는 1829년 로버트 스티븐슨이 설계하였으며 뉴캐슬어폰타인 지역에 위치한 자신의 기업의 포스 스트리트 웍스에서 제조되었다.
"로켓"이라는 어구가 최초의 증기 기관차였던 것은 아니지만 오늘날의 가장 진보적인 기관차를 생산해낼 수 있게 한 여러 혁신을 도입한 최초의 증기 기관차였다. 스티븐슨이 이뤄낸 증기 기관차의 진화하는 디자인의 가장 저명한 예이며 이후 150년에 걸쳐 대부분의 증기 기관의 본보기가 되었다.
이 증기 기관차는 2018년까지 런던의 과학박물관에 보존되고 전시되었다. 지금은 요크의 영국 국립 철도박물관에 전시되어 있다.

## 참고 자료
- Carlson, Robert (1969). 《The Liverpool and Manchester Railway Project 1821–1831》. Newton Abbot: David and Charles. ISBN 0-7153-4646-6. OCLC 468636235. OL 4538910W.
- Ferneyhough, Frank (1980). 《Liverpool & Manchester Railway 1830–1980》. England: Book Club Associates. OCLC 656128257. OL 5644661W.
- Snell, J.B. (1973) [1971]. 《Railways: Mechanical Engineering》. Arrow. ISBN 0-09-908170-9.
- Thomas, R. G. H. (1980). 《The Liverpool & Manchester Railway》. London: B. T. Batsford. ISBN 0713405376. OCLC 6355432. OL 6395958W.

1. ↑  Carlson (1969), 214–215, 219, 223쪽.